# Cartoon Planet
Cartoon Planet é um programa de televisão estadunidense, que foi transmitido pela Cartoon Network de 1995 a 1998 e entre 30 de março de 2012 e 8 de fevereiro de 2014. Na época da década de 2010, era dedicado a reprises de séries de desenhos animados já apresentados pela emissora.